# 孟买地铁1号线
孟买地铁1号线（英語：Mumbai Metro 1），又称蓝线（英語：Blue Line）、维尔绍瓦-安泰里-加特科帕尔线（英語：Versova-Andheri-Ghatkopar Line）是印度孟买地铁的其中一条线路，从维尔绍瓦站至加特科帕尔站，全长11.4公里，全部区段为高架线，设站12座。线路连接了孟买的东郊和西郊。
1号线工程耗资432.1亿卢比，由孟买第一地铁私人有限公司（英語：Mumbai Metro One Private Limited, MMOPL）建设和运营，该公司由信实基建拥有74%股权，孟买大都会区发展局（MMRDA）拥有26%股权，运营合同期5年。
1号线在2014年6月8日开通运营，其客流密度位居世界第八位。线路共有64处曲线，最小曲线半径107米，为印度地铁最急的曲线。

## 历史

### 背景
为改善孟买市中心的交通运输情况，马哈拉施特拉邦政府开始通过MMRDA研究不同类型的大众运输工具，并在1997至2000年间通过印度和德国技术合作，授权特韦特公司（Tewet），与DE-Consult有限公司和塔塔咨询服务合作，研究建设大众运输系统的可行性。在审视孟买的多个客流走廊和线位后，研究认为，建设一条连接安泰里和加特科帕尔的大众运输走廊，在财务和经济上具有潜在的可行性。MMRDA在2004年5月更新了这一研究。与此同时，德里都会铁路有限公司（DMRC）开始参与孟买地铁总规划的制定，并建议将安泰里-加特科帕尔的线路延长至维尔绍瓦，纳入地铁总规划，并将其视为优先实施的线路。邦政府将该项目视作“重要公共基建项目”，并委托MMRDA担任项目的实施机构，维尔绍瓦-安泰里-加特科帕尔线成为地铁总规划中第一条落实的线路。
孟买市郊铁路沿南北向贯穿孟买，但东西方向的连通性差，维尔绍瓦-加特科帕尔的沿途并无市郊铁路线路，主要由BEST巴士系统、出租车、机动三轮车等提供覆盖。地铁1号线则提供东西向的铁路覆盖，连接孟买东郊和西郊。线路在安泰里站和加特科帕尔站接驳市郊铁路，将两地间的出行时间从90-120分钟压缩至21分钟，绕开了45个交通信号灯。线路也为MIDC和SEEPZ两个工业区提供铁路接驳。

### 建设
| 合约包                      | 承包商                           |
| --------------------------- | -------------------------------- |
| 土木工程 - 高架桥           | Simplex Infrastructure Ltd       |
| 土木工程 - 地铁车站         | Sew Infrastructure Ltd           |
| 土木工程 - 特殊桥梁         | Sew Infrastructure Ltd           |
| 土木工程 - 车辆基地土方工程 | Shyam Narayan & Bros             |
| 列车                        | 南车浦镇                         |
| 信号系统                    | 西门子                           |
| 牵引电力供应和SCADA         | ABB                              |
| E&M信令                     | ABB                              |
| 通信系统                    | 泰雷兹集团                       |
| 轨道工程                    | VNC Rail One                     |
| 自动售检票系统              | Indra                            |
| 自动扶梯                    | 迅达集团                         |
| 垂直电梯                    | OTIS                             |
| 车辆基地机械和车间          | 多家供应商                       |
| 车辆基地土木工程            | Ahluwalia Contracts (India) Ltd. |

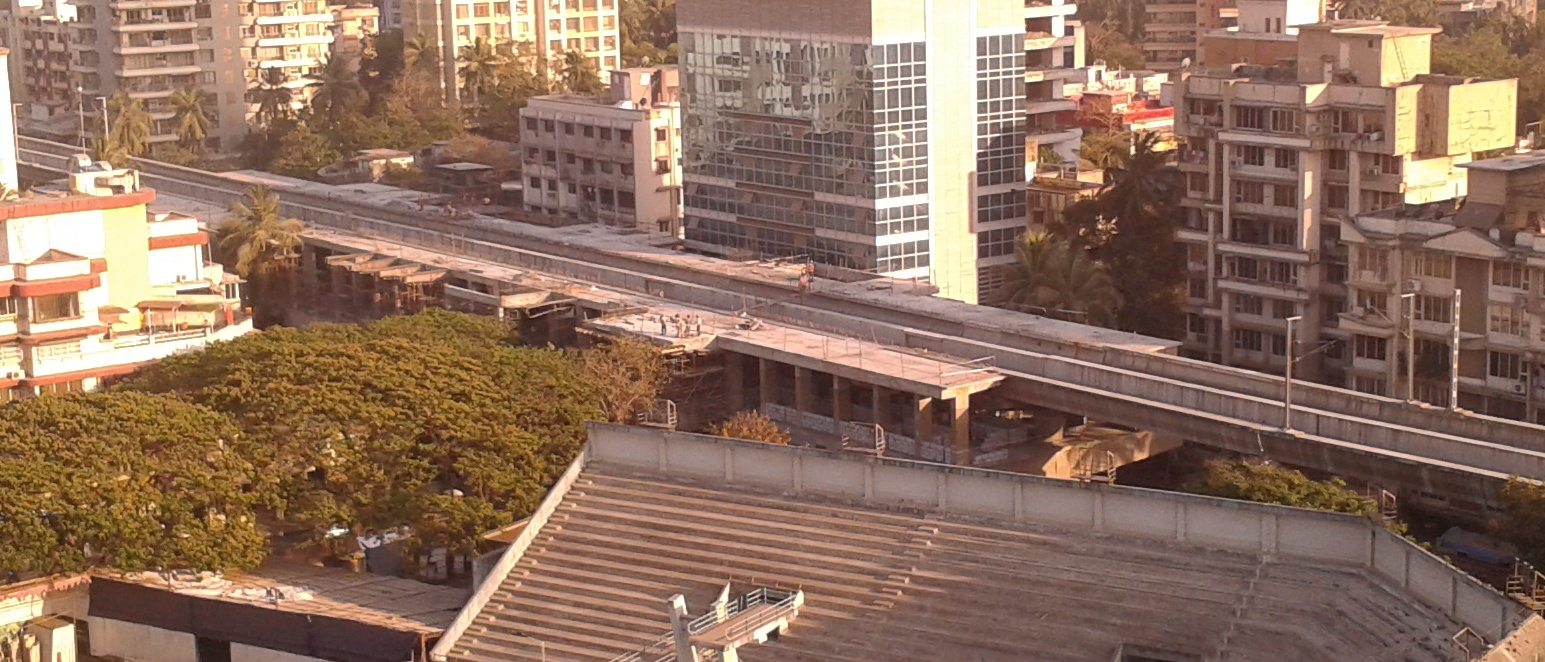
正在建设的阿扎德纳加尔站（2012年3月）。

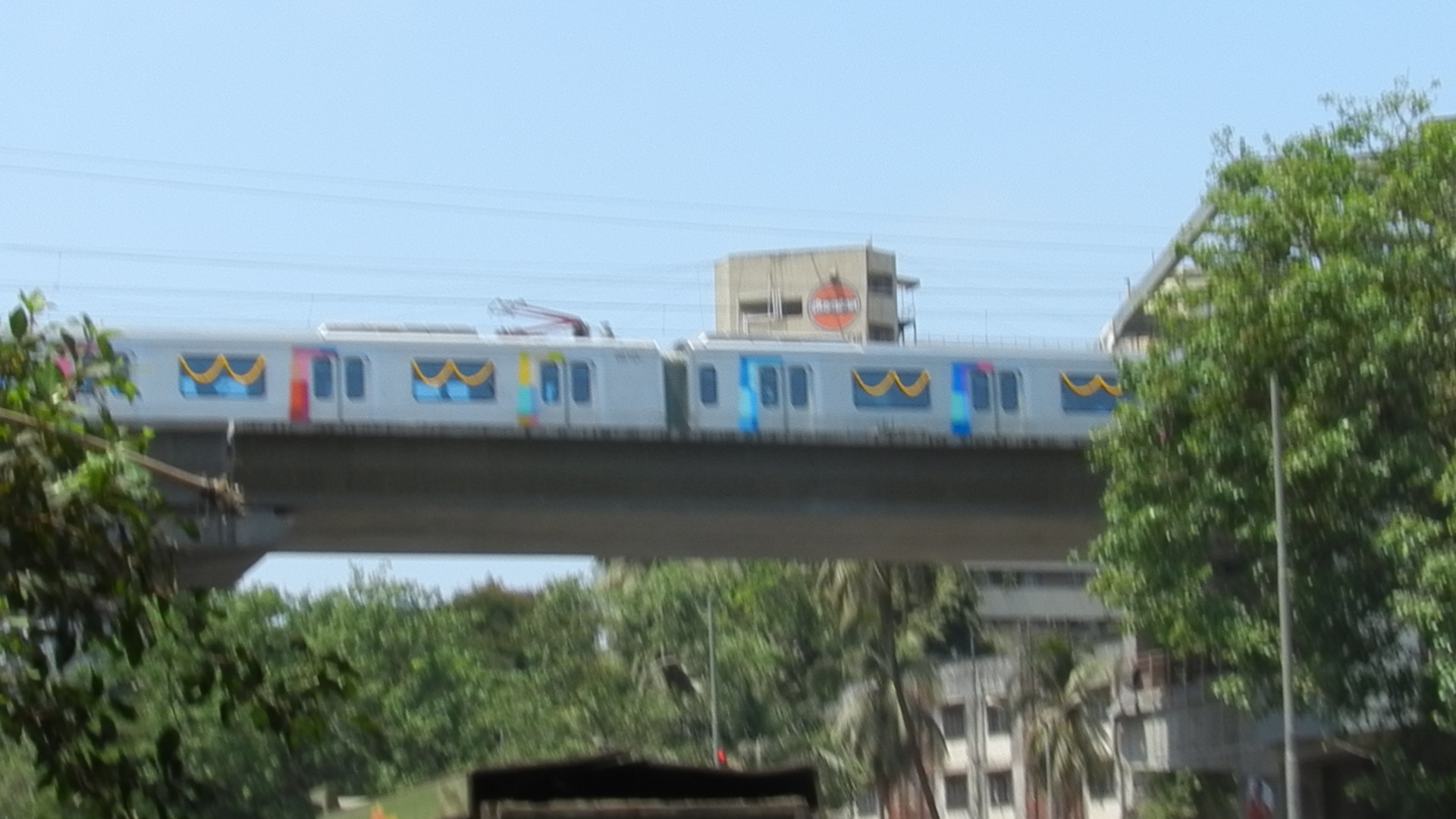
2013年5月试运行期间，列车进入DN纳加尔站。

2007年3月，政府与孟买第一地铁私人有限公司（MMOPL）签订特许经营合同，该公司由信实基建（74%）、孟买大都会区发展局（26%）和威立雅运输（5%）合资组建，SSRI创意基建公司（乔克西集团，Choksi Group）成为主要的技术承包商。2006年6月21日，时任印度总理曼莫汉·辛格主持工程奠基仪式。施工命令在2008年1月21日下发，工程于2008年2月8日启动。2011年9月，MMOPL的官员称，线路的首段（维尔绍瓦-阿扎德纳加尔）将在2012年2月试运行，预计该段可在2012年3月或4月开通运营，但竣工期限曾多次调整，曾调整为2010年7月、9月、2011年7月、2012年3月、11月、2013年9月（第一期：维尔绍瓦-机场路）和12月（第二期，机场路-加特科帕尔）、2014年3月31日。
MMOPL将工程延误归咎于MMRDA，信实基建称，MMRDA需要在2008年12月前征得沿线土地，并为MMOPL提供筑路用地，但截至2008年8月，MMRDA只征得20%的土地。地下设施布置图的缺乏也令工程变得困难。MMOPL最终在2011年12月才完成大部分征地和拆除工作，除了安泰里站旁一座清真寺的宣礼塔，以及贾格鲁蒂纳加尔站附近马赫什瓦尔庙的部分屋顶尚未完成拆除，直至2012年10月才完成拆除，MMRDA自此获得建设1号线所需要的所有筑路用地。

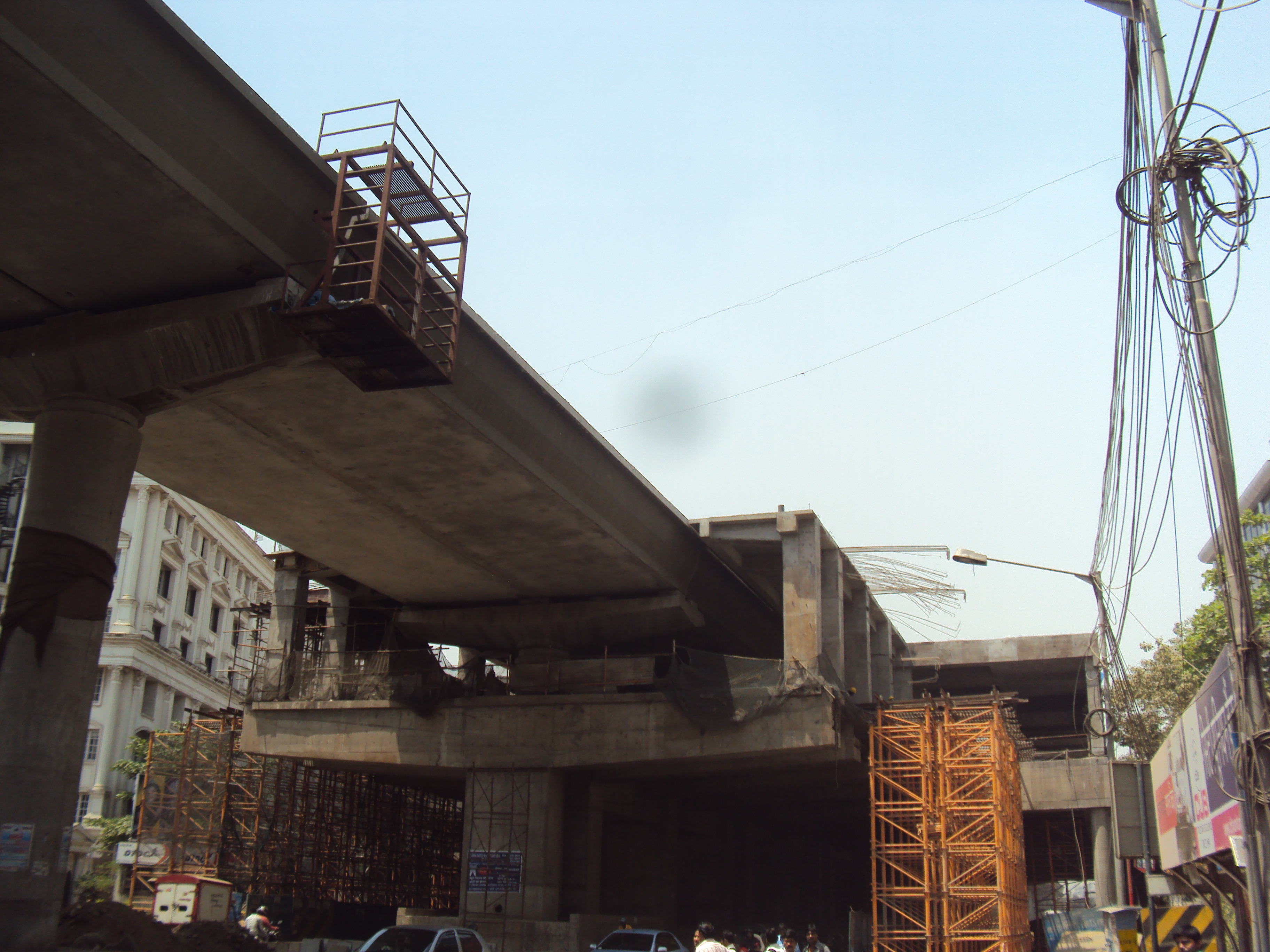
位于安泰里的马罗尔纳卡站正在建设（2012年3月）。

截至2011年10月，沿线大部分墩柱和梁体已经建成，12座车站已经完成70%，大部分车站已经开始建造站台以上的部分。然而，受到征地和筑路用地问题影响，再加上高架桥建设问题，工程未能在原定的竣工时间2012年夏季之前完成。2012年5月，印度银行开始重组地铁公司10.8亿卢比的债务，提到了项目的土地利用问题。
2013年5月1日，1号线在维尔绍瓦-阿扎德纳加尔之间2公里的区段上，成功进行列车试运行，出席的邦首席部长普里特维拉吉·查万称，1号线将在2013年9月开通运营。然而MMRDA的官员在2013年8月称，由于未获得中央铁路安全专员的批准，以及部分设施未完工，地铁开通日期将继续推延。2013年6月3日，线路进行首次主要试运行，从维尔绍瓦前往机场路，全程7公里，共耗时20分钟。
开通运营前，线路曾进行多次测试。MMRDA向公众的信息披露中称，截至2013年12月，线路5%的土木工程仍未完成，维尔绍瓦站、DN纳加尔站、阿扎德纳加尔站、查卡拉站和机场路站的工程已经完成99%，安泰里站、萨奇那卡站、马罗尔站和西部高速公路站工程进度介于95-98%，加特科帕尔站工程完成90%，阿萨法站和贾格鲁蒂纳加尔站分别完成80%和85%。
MMRDA在2013年12月31日向信实基建写信，要求将地铁系统的名称从“信实地铁”（Reliance Metro）改为“孟买地铁”，指出最初的特许经营合约中提到项目名称须为“孟买地铁”。信实基建在2014年1月2日发布新闻稿，批评MMRDA未能在项目招标和/或实施阶段提供任何指导。同年1月8日，隶属印度共和党 (阿萨瓦莱)的工人对“信实地铁”名称表示抗议，并涂黑了查卡拉站的信实基建标志。11日，隶属湿婆军的邦议员苏巴斯·德赛向邦首席部长写信，反对“信实地铁”名称，并表态支持“孟买地铁”名称。2014年2月，MMRDA证实信实基建已同意将系统的名称改为“孟买地铁”，但截至4月，列车和车站上的“信实地铁”标志仍未移除，MMOPL称，暂时还未收到新标志的设计，仍在等待设计完成。4月30日，MMOPL公布新标志，使用了“孟买地铁”的名称，但仍然包含MMRDA和信实基建的名称。系统的名称也在6月14日于议会大厦的新闻发布会上，得到邦首席部长的证实，并保证今后不再更改名称。

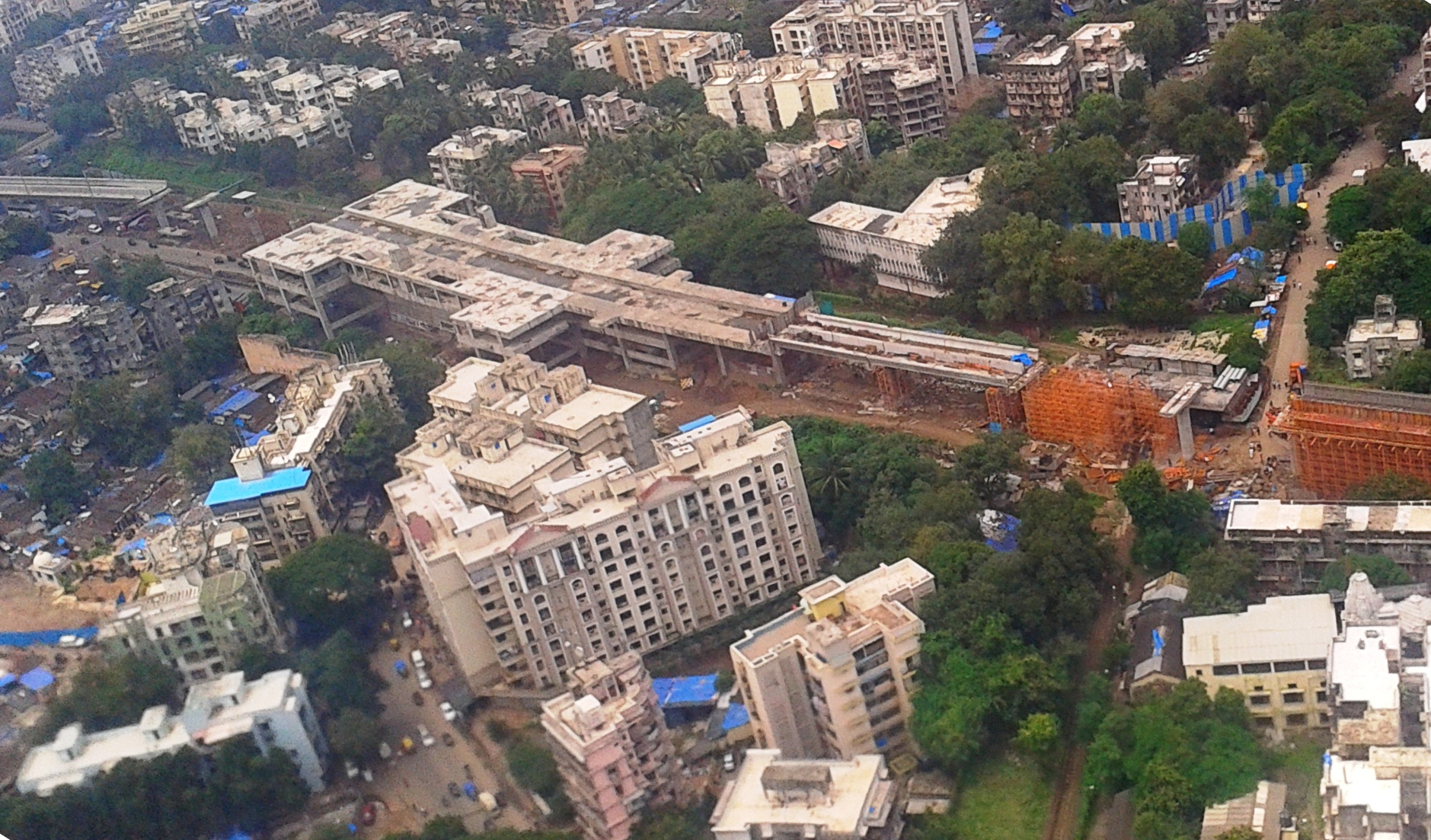
位于加特科帕尔的贾格鲁蒂纳加尔站正在施工（2012年8月）。

2014年2月6日，信实基建宣布1号线已经完工，并已获得一些监管层面的批准，但连接地铁车站的道路尚未完工。3月份，1号线在孟买消防队、孟买警察和MMOPL的参与下进行综合消防演习。在2014年3月中的试运行中，1号线班次间隔达到4分钟。
线路在2014年完成振动试验。然而，由于负责铁路技术咨询的研究设计及标准组织（RDSO）需要将资源转移至孟买市郊铁路站台检查上，无法及时将孟买地铁的报告上交给铁路安全首席专员。4月2日，孟买地铁获得RDSO的“快速认证”，MMRDA和MMOPL在4月4日共同向铁路安全首席专员递交安全认证。专员在28日完成检查，但认为仍有一些剩余工作，且很快就可以完成。专员要求在地铁开通前，应进行少许改善，包括台阶、电梯等。专员也表示他将前往勒克瑙与RDSO官员讨论检查工作，并交叉检查所有其他必要的改善，包括地铁列车。线路在2014年5月2日通过专员的安全检查。
国会-NCP政府曾希望线路在2014年4月24日开通，当天正值2014年印度大选的孟买投票日，但MMRDA需要向铁路局获得列车许可，MMOPL在4月22日前往铁路局获得列车许可。MMRDA和MMOPL表示，在获得列车许可后，线路将在7日内开通运营。然而，尽管MMOPL在4月22日提交了所需文件，铁路局直至5月底才批准许可，铁路官员称，这是由于该线路使用的列车“为新类型，具有较新的指标”，造成延迟的另一个原因是2014年大选之后中央政府换届。新任铁道部长萨达南·达高达在6月5日给予最后一项批准。MMOPL在7日宣布，地铁1号线将于次日开通运营。
在1号线的车站周边交通改善计划中，其中一项关键提案是地铁和BEST巴士系统的整合，BEST和大孟买都会法团（BMC）合作调整既有的巴士站站位。BEST巴士在地铁沿线提供接驳线路，并在车站设置电子屏，显示下一班地铁列车的预计到达时间，地铁站内也提供巴士接驳信息。MMRDA拓宽了车站下方的人行道，并在各站设置自行车和摩托车停放区。

#### 事故
1号线建设过程中，曾发生8次事故，共计2人死亡，21人受伤。
2008年5月，安德里西站的一座打桩机倒塌，1死1伤。2009年，安德里东站一座墩柱的钢筋笼和脚手架下陷，4人受伤。2012年4月，加特科帕尔的一处工地起重机与承载车脱离，塌向一旁的众生医院（Sarvodaya Hospital）部分结构，医院受撞击的部分当时无人，事故未造成人员伤亡。
2012年9月5日，苏巴什纳加尔站的一处混凝土板坍塌，1名工人死亡，16人受伤，事故发生后，地铁工程一度暂停，承包商印度斯坦建筑公司被MMOPL罚款100万卢比。2012年9月11日，MMOPL委派日内瓦的SGS顾问公司，作为1号线工程的独立安全顾问。顾问公司提交初步报告后，工程于2012年9月25日于顾问公司的监督下恢复，顾问公司继续参与项目以防止事故发生，直至1号线竣工。据时任MMRDA的都会增补专员所说，事故原因是支撑结构出现裂缝，支撑结构在雨水侵蚀和下方基础松动的影响下形成裂缝，削弱结构强度，支撑结构在固定后，因受力增大而破坏。

### 启用
1号线的第一班列车在邦首席部长普里特维拉吉·查万的开幕下，于2014年6月8日上午10:10从维尔绍瓦站发车，尽管他曾在前一天威胁拒绝参加开幕式，以抵制信实基建提升票价的决定。线路原定在12:10面向公众开放，第一班车从加特科帕尔站发出，但发车时间推迟了10分钟，此后由于技术问题，列车在部分车站停站时间超过预定时间，最终延误将近半个小时，后续列车也出现20-30分钟的延误。
MMOPL宣布在开通前30天实行推广期票价，实行统一票价10卢比，并宣布12周岁以下和/或身高4英尺以下的儿童在家长陪同下，可在周末免费乘车。开通当日，地铁开放运营11个小时，运载了24万人次。线路在次日首次按照18.5小时完整运营时间提供服务，共载客29.7万人次。截至6月11日下午4:30，累计运营59小时，运载100万名乘客，比印度其他地铁线路更快达到这一里程碑。开通首个星期，共运载215.6万人次，日均载客量30.8万人次。开通后仅数日，不少通勤者从乘坐巴士和三轮车改为乘坐地铁，官方预计在地铁开通后，沿线的BEST巴士载客量将下降25%。地铁1号线开通头三天，连接安泰里和加特科帕尔的最繁忙巴士线路——BEST的340线，客票收入下降了15万卢比。

### 2014-2017年

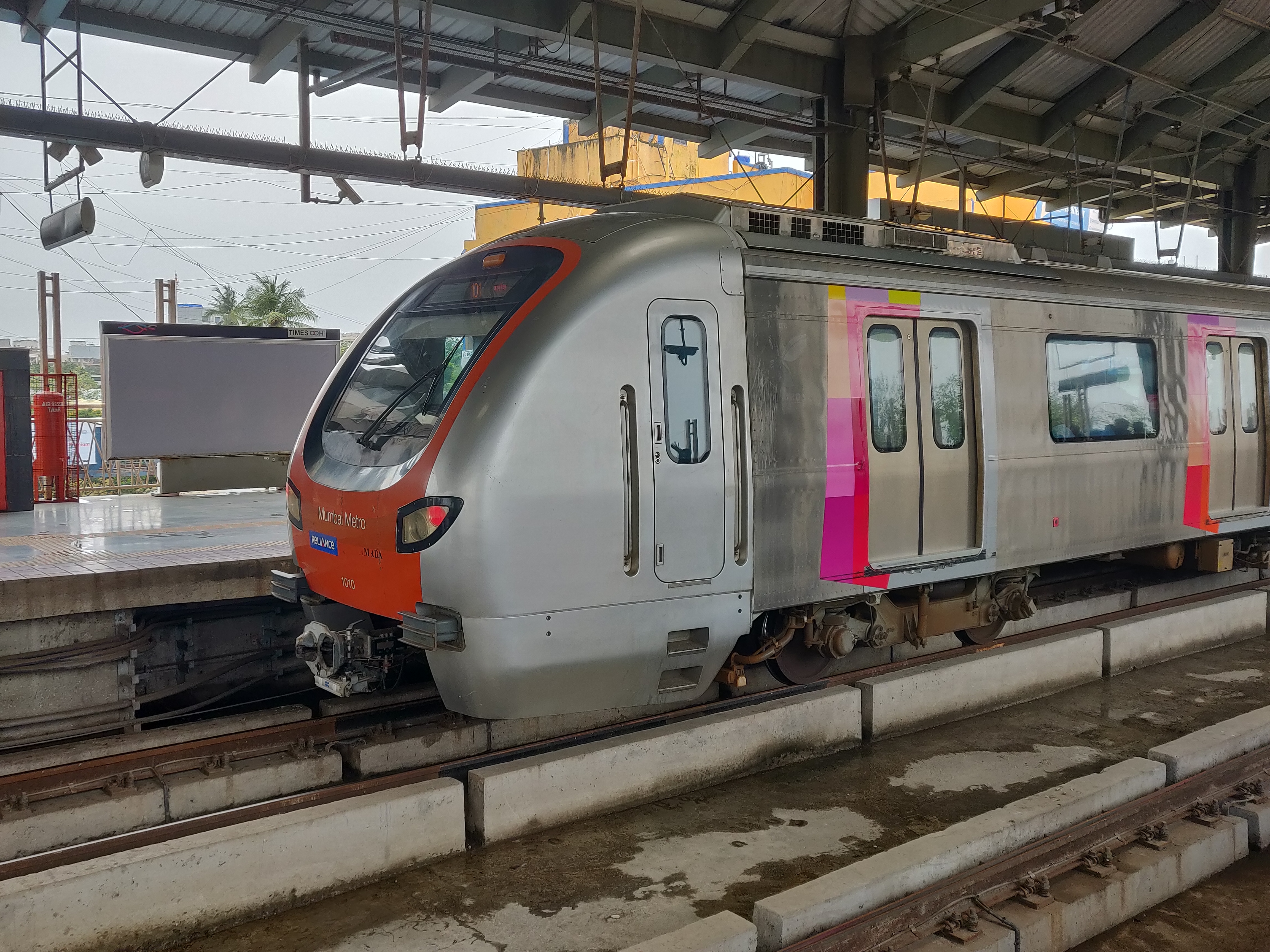
正在进入安泰里站的地铁列车（2019年）

线路开通第一年，共运送9200万人次，开行超过13万班列车，行车里程共计超过140万公里，工作日平均客流量26.3万人次，MMOPL共获得13.6亿卢比收入，支出共计19.1亿卢比，其中1.31亿卢比的收入来自沿线12座车站52处商铺的租金，系统和车辆基地维护费用平均为每天550万卢比。2015年6月4日，公司宣布1号线自开通以来已累计运送1亿人次。
2016年1月26日是印度第67个独立日，1号线自开通以来累计运送乘客超过1.5亿人次。2017年2月11日，累计运送2.5亿人次，共运营957天，比印度过去开通的所有地铁线路更早达到这一指标。

## 财务

### 建设开支
2007年3月签订合约时，地铁1号线的预计开支为235.6亿卢比，但受到工程延误影响，开支在6年时间内上涨84%，达到432.1亿卢比。
为了抵消额外的开支，MMOPL在2014年请求将票价上涨130-150%，MMOPL发言人表示，加价的主要原因是100%地提供腾空的筑路用地，而按照合约要求，筑路用地应在2007年9月或之前移交，由于各项经济指标急剧增加，运营开支上涨，再加上通货膨胀、利息率、外汇等因素，进行加价是必要的。但MMRDA拒绝了请求，并表示项目开支上涨和票价上涨是两码事，加价将在线路开通运营后考虑，资产开支上涨不会立即影响票价。
MMOPL在2015年6月完成项目贷款再融资，延长期限并减少利息开支，16.5亿卢比贷款的最后归还期延长至2037年，年利率从13%下降至11.75%，还贷期几乎翻倍至14年。

### 票价争议
邦政府在2004年宣布，地铁票价按照2003-2004年度的水平，固定为3公里以下6卢比，3-8公里间8卢比，8公里以上10卢比，并制定了截至2042-2043年之前的加价安排，基于BEST巴士票价的1.5倍，每三年可上调11%。2013年6月6日，MMRDA表示MMOPL已请求将1号线票价上调超过50%，当时1号线甚至未开通运营。9月5日，邦政府批准将票价修订为9-13卢比，并允许票价每四年上调11%。
2013年9月11日，MMOPL表示无论票价上涨方案是否批准，地铁都将在2013年12月开通运营。2013年11月18日，城市发展联合署（Union Ministry of Urban Development）宣布将孟买地铁纳入1978年都会铁路（工程建设）法管理，意味着允许MMOPL拥有制定票价的权力，在此之前，孟买地铁1号线适用于1886年印度有轨电车法，邦首席部长是唯一有权修订票价者。在2月7日写给邦政府的信中，城市发展联合署称，MMOPL在获得票价制定委员会的建议后可以制定票价，但初始票价的制定不需要获得该委员会建议。票价制定受2002年都会铁路（运营及维护）法监管。
2014年5月9日，MMRDA局长宣布已最终敲定使用2013年8月的票价方案。争取信息公开的积极人士、孟买非营利组织阿塔克塞瓦桑格（Athak Seva Sangh）的主席阿尼尔·加尔加里（Anil Galgali）向邦首席部长写信，要求他动用自己的特殊权力阻止地铁加价，并批评MMOPL“绑架政府、玩弄市民”。2014年5月初，MMOPL宣布地铁1号线的票价修订为10-40卢比，但之后又宣布线路开通初期的30天，执行推广期票价，为统一票价10卢比。
2014年6月9日，MMRDA向孟买高等法院请求委派仲裁人，阻止MMOPL提高票价。

## 车站

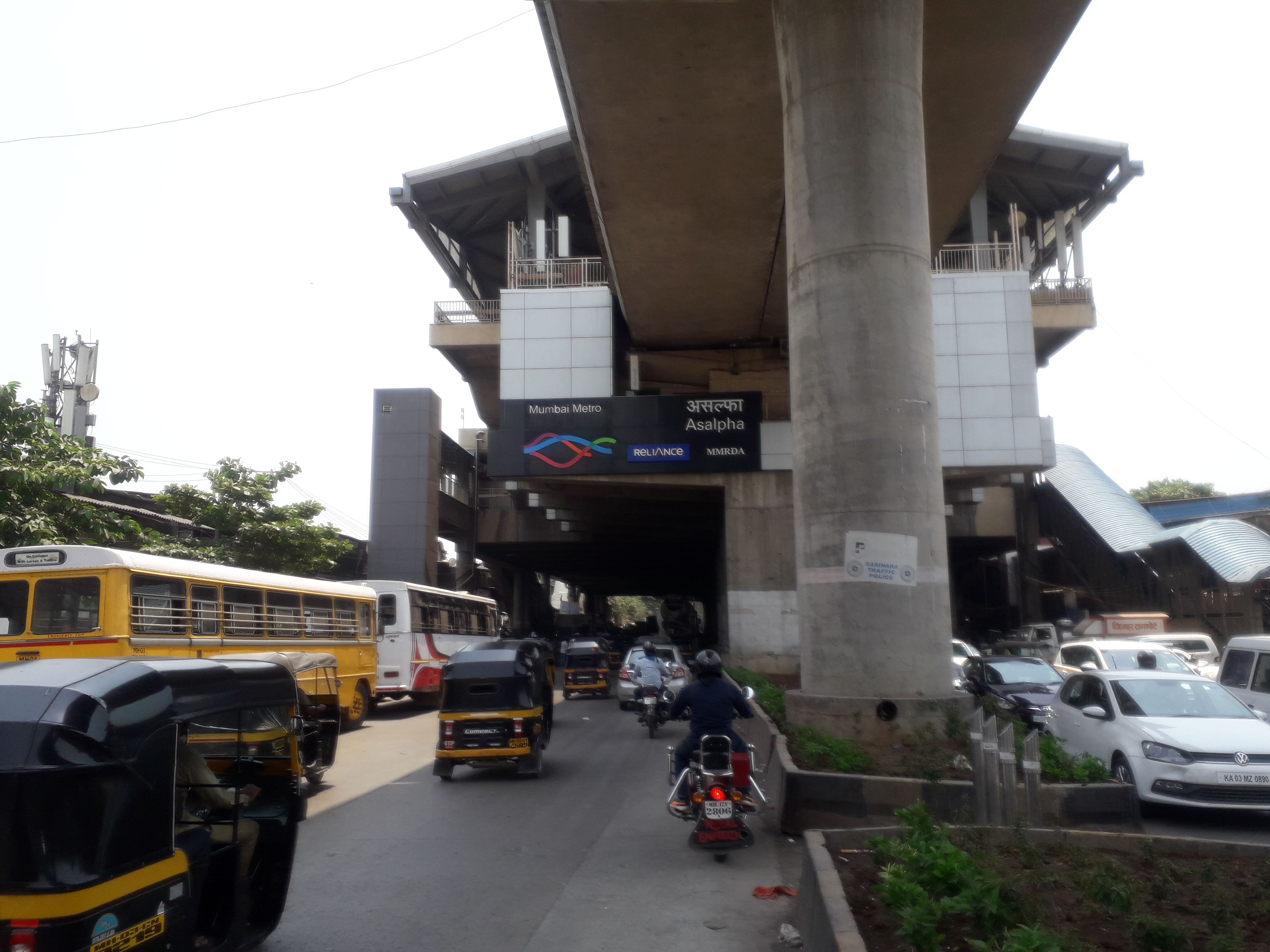
1号线阿萨拉法站

1号线设有12座车站，各站均为三层高架车站，通过楼梯、自动扶梯、垂直电梯相连，站台层位于最上层。站台边缘与列车间的间隙最大为85毫米。
全线共有100条楼梯（各站至少4条）、45台垂直电梯、95台自动扶梯。站台采用聚碳酸酯屋顶，以实现自然照明。车站也布置了大学生绘制的壁画，地铁方面组织了“马吉地铁”节，邀请建筑、艺术学生参与竞赛，获胜者可获得机会，以“孟买”为主题设计地铁车站风格。
2013年7月3日，MMOPL宣布在所有车站开设Wi-Fi服务，并预计在月底前完成列车内的覆盖，网络服务由Vodafone Idea提供。
1号线沿途不设停车场，MMRDA称这是由于缺乏可用空间。加特科帕尔站通过一条12米长的人行天桥与市郊铁路车站相连。
部分车站站名进行了赞助商冠名，安泰里站在2016年8月冠名后成为“巴罗达银行安泰里站”（Bank of Baroda Andheri station），西部高速公路站在2017年2月冠名后成为“魔砖西部高速公路站”（Magicbricks WEH station），但MMRDA表示MMOPL不能在未经MMRDA许可的情况下为车站更名。2017年3月，城市发展联合署澄清，允许MMOPL更名车站。MMOPL通过冠名获得的赞助收入不与MMRDA共享，也不通过降低票价惠及乘客。
作为车站区域交通改善计划的一部分，MMRDA将车站周边所有巴士站和的士站向外迁移40-50米。MMRDA认为原有的停靠站位置会引起交通拥堵，限制行人移动。计划实施后，车站周边的拥挤状况得到解决。
| 1号线 蓝线 | 1号线 蓝线         | 1号线 蓝线       | 1号线 蓝线   | 1号线 蓝线   | 1号线 蓝线           | 1号线 蓝线             | 1号线 蓝线                                     | 1号线 蓝线 |
| 序号       | 站名               | 站名             | 启用日期     | 距离         | 距离                 | 距离                   | 换乘                                           | 结构       |
| 序号       | 英语               | 马拉地语         | 启用日期     | 站间距（km） | 距离维尔绍瓦站（km） | 距离加特科帕尔站（km） | 换乘                                           | 结构       |
| ---------- | ------------------ | ---------------- | ------------ | ------------ | -------------------- | ---------------------- | ---------------------------------------------- | ---------- |
| 1          | 维尔绍瓦站         | वर्सोवा             | 2014年6月8日 | 0            | 0                    | 0                      | 无                                             | 高架       |
| 2          | DN纳加尔站         | डी.एन. नगर        | 2014年6月8日 | 0.955        | 0.955                | 9.866                  | 2号线 黄线                                     | 高架       |
| 3          | 阿扎德纳加尔站     | आझाद नगर          | 2014年6月8日 | 0.796        | 1.751                | 9.07                   | 无                                             | 高架       |
| 4          | 安泰里站           | अंधेरी              | 2014年6月8日 | 1.36         | 3.111                | 7.71                   | 市郊铁路西线、市郊铁路海港线、印度铁路长途列车 | 高架       |
| 5          | 西部高速公路站     | पश्चिम द्रुतगती महामार्ग | 2014年6月8日 | 1.007        | 4.118                | 6.703                  | 7号线 红线                                     | 高架       |
| 6          | 查卡拉(JB纳加尔)站 | चकाला              | 2014年6月8日 | 1.264        | 5.382                | 5.439                  | 无                                             | 高架       |
| 7          | 机场路站           | एअरपोर्ट रोड        | 2014年6月8日 | 0.725        | 6.107                | 4.714                  | 无                                             | 高架       |
| 8          | 马罗尔纳卡站       | मरोळ नाका           | 2014年6月8日 | 0.598        | 6.705                | 4.116                  | 3号线 浅绿线（在建）                           | 高架       |
| 9          | 萨奇那卡站         | साकी नाका            | 2014年6月8日 | 1.075        | 7.78                 | 3.041                  | 无                                             | 高架       |
| 10         | 阿萨拉法站         | असल्फा             | 2014年6月8日 | 1.123        | 8.903                | 1.918                  | 无                                             | 高架       |
| 11         | 贾格鲁蒂纳加尔站   | जागृती नगर          | 2014年6月8日 | 0.862        | 9.765                | 1.056                  | 无                                             | 高架       |
| 12         | 加特科帕尔站       | घाटकोपर            | 2014年6月8日 | 1.056        | 10.821               | 0                      | 市郊铁路中央线                                 | 高架       |

## 设施

### 列车

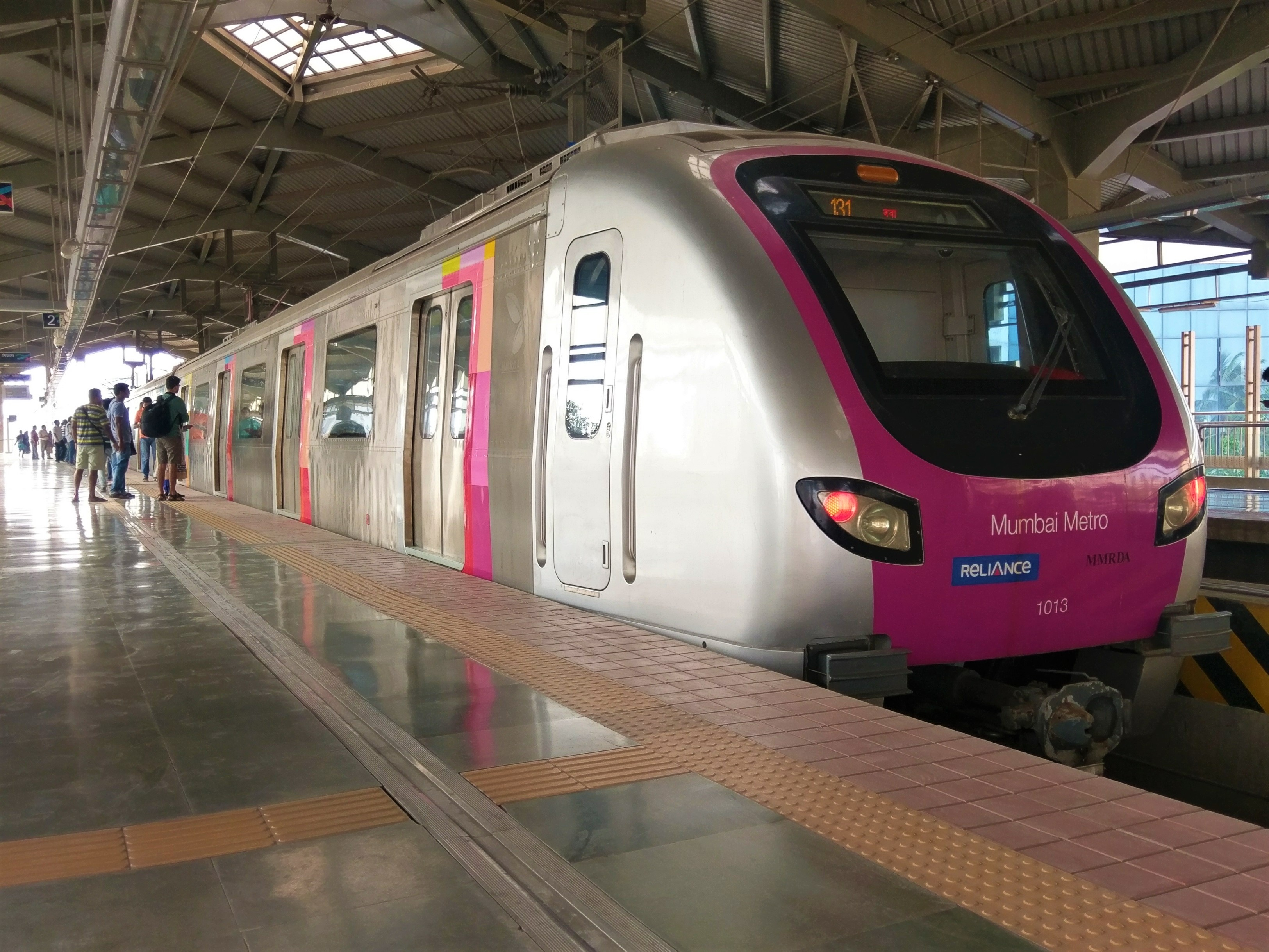
孟买地铁列车

1号线列车由南车浦镇制造，每列车4编组，列车宽度在中国A型地铁列车的基础上加宽20厘米，每节车厢额定载客375人，每列运力为1500人。1号线共有18组车，高峰期有14组车上线运营，平峰期有7或8组上线运营。
南车浦镇在2008年5月获得1号线列车合同，总价60亿卢比。参与列车竞标的其他企业有西门子、庞巴迪运输、阿尔斯通、现代Rotem、北车长客和日本车辆制造。第一组车在2010年3月23日从上海运出，最后一组在2014年2月底运抵孟买港。
所有列车设有空调和湿度调节，并有隔音和隔震设计。车内采用纵向座椅，并设有轮椅区。每节车厢的座席数介于48至52个，其中4个座位是老年乘客和残疾人专座。列车设有VTS Firetide 7010视频传送系统。列车设有LED线路图显示，并有LCD电视屏幕。列车采用双层绝缘玻璃，可隔绝噪声。每节车厢设有8扇外挂式车门，宽度足以让轮椅上下车列车也设有急救包、消防设备、紧急通讯系统和列车事件记录仪，可协助事故调查。
2014年8月15日，在女乘客的要求下，1号线开始在每列车的维尔绍瓦端车厢划定32个座位，设为女性专用座位，并与相应的站立区一并划作女性专区，通过条带与其他区域分隔开，总共可容纳150人。12岁以下男童在女性乘客陪同下也可进入女性专区。在划定女性专区前，各车厢划定了6个女性专座。

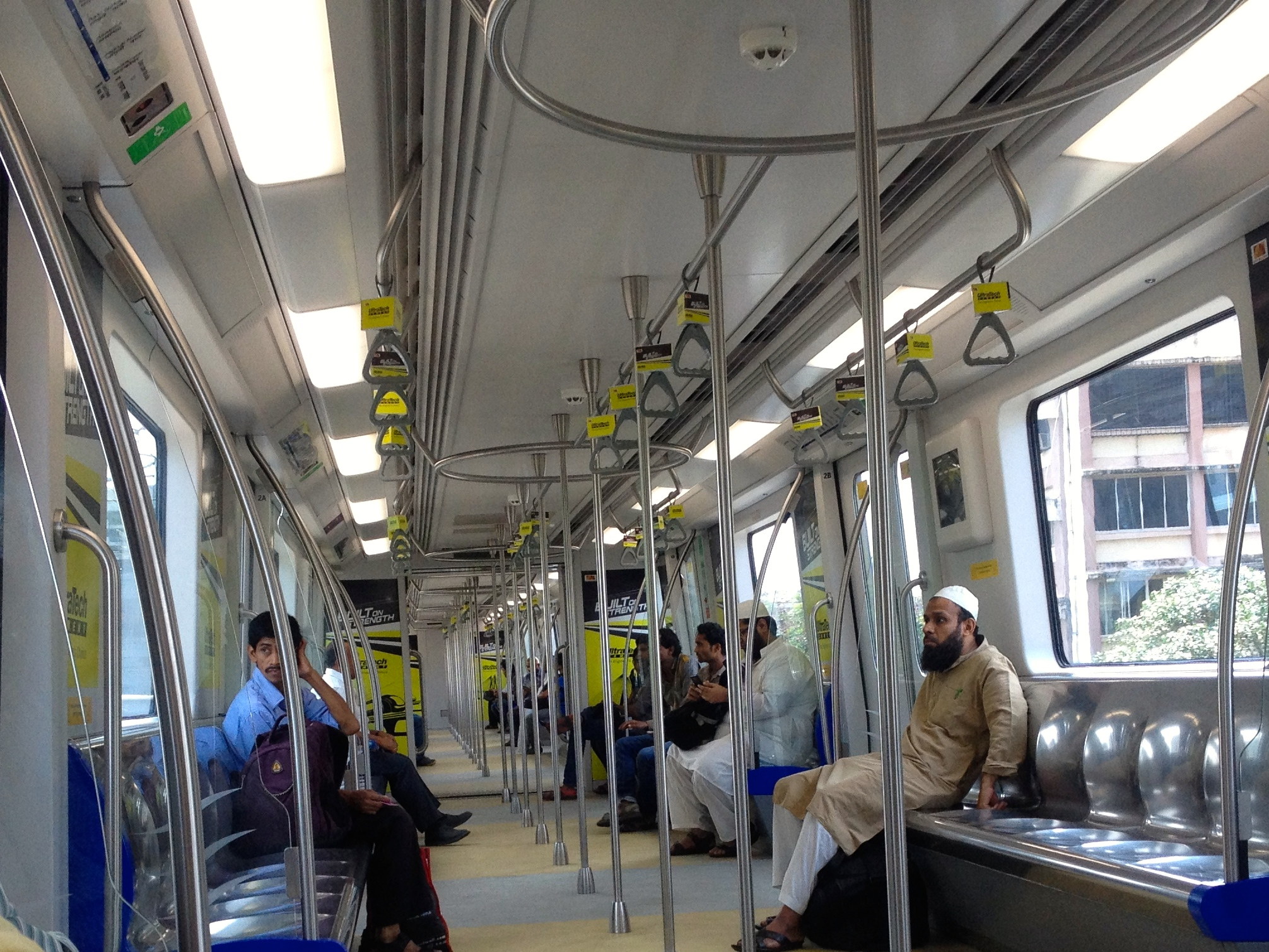
列车内部

列车每天采用自动化环保冲洗车间进行清洁，清洁每列车需时不超过3分钟，消耗600升水，其中80%可再生。在列车钢轮维护方面，1号线列车装有轮缘润滑装置，并在2017年耗资300万卢比引进RFID识别系统，在曲线等钢轮磨损严重的位置设置RFID标签，让润滑装置有针对性地进行润滑，可延长钢轮寿命，MMOPL表示该技术节省的维护费用可在两年内抵消设备投资费用。

### 供电
2008年7月31日，ABB获得地铁1号线供电设施合约。1号线采用交流25kV接触网供电。
2017年初，MMOPL完成了各地铁车站、车辆基地和管理大楼的LED照明安装工作，以节省能源，并在车站和车辆基地房顶安装太阳能板。太阳能板项目由另一家私营企业经营，承担安装及运营费用，产出的电能以每单位5.1卢比售给MMOPL。全系统的太阳能板容量为2.30兆峰瓦，其中约2兆峰瓦来自车站，其余来自车辆基地。LED照明系统和太阳能发电项目预计每年为1号线减少2430吨的碳排放。MMOPL表示，2017年5月起，非牵引用电的30%，也即约11兆瓦的用电，将使用太阳能供电。车站照明、空调、电梯和泵等设备将用太阳能供电。

### 通信信号
1号线采用自动闭塞系统，并配备列车自动保护系统，系统基于LZB 700M技术。信号系统设备由西门子提供，通信系统由泰雷兹集团提供。

### 桥梁

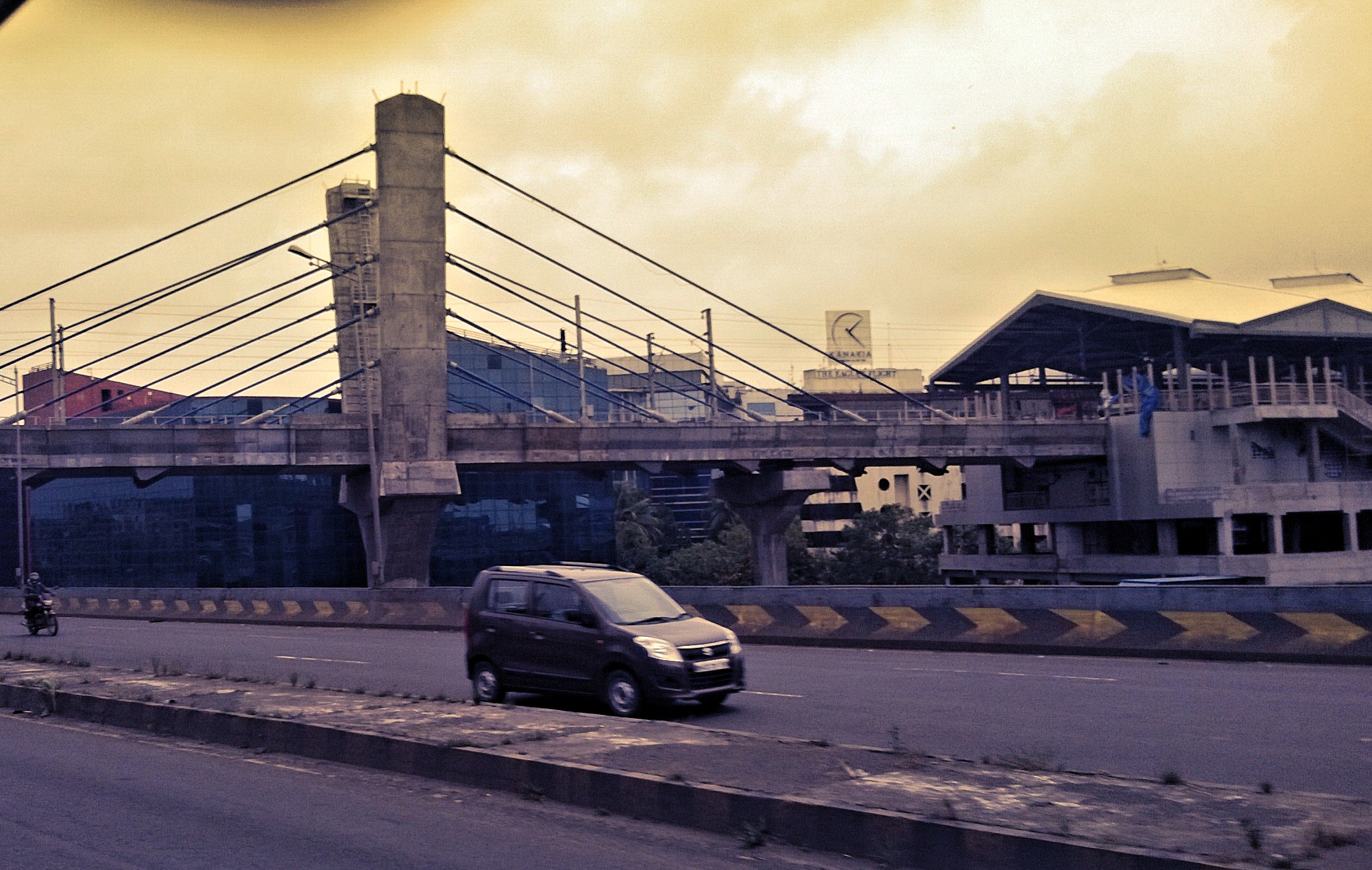
1号线在安泰里以斜拉桥上跨孟买西部高速公路。

1号线设有一处长1284米的钢桁梁桥，模仿加尔各答豪拉大桥建造，在安泰里跨越孟买市郊铁路西线，由3处桥墩支撑。桥梁在2012年初开工建设，12月23日完工，耗资3.5亿卢比，仅花费288日，市政府称该工期创下纪录。桥梁由加尔各答布雷思韦特、伯恩和杰索普建筑公司建造，该公司也为豪拉大桥的建造方。钢桁梁在加尔各答的工厂预制，耗时一周运送到施工现场。
1号线另一处主要桥梁同样位于安泰里，为跨越孟买西部高速公路的175米长斜拉桥，桥面位于地面以上13米。桥梁从2009年中开工建设，2012年8月24日完工，由MMOPL和瑞士VSL国际联合制造。

### 废水处理
2012年10月1日，美国赛莱默公司宣布获得孟买地铁1号线废水处理和循环设施供应合约，总价未公开。系统将设有处理能力120万升的污水处理厂，采用Sanitaire处理技术，预计每日最多可节水120万升。处理厂预计从2012年11月底开始试验。

## 运营
2016年3月，MMRDA都会专员宣布，在开通更多线路后，孟买地铁各线路将用不同颜色标记。1号线在地图上一般标记为蓝色。

### 运营方

MMOPL是1号线的运营方。

孟买第一地铁私人有限公司（Mumbai Metro One Pvt Ltd, MMOPL）于2007年3月获得地铁1号线的合约。MMOPL是为了实施地铁1号线项目而专门成立的特定目的实体。
成立之初，MMOPL由信实基建持股69%，MMRDA持股26%，威立雅运输持股5%，其中威立雅运输持有的部分已被转售给RATP Dev亚洲。MMOPL获得的经营权为五年，也即合约在2019年6月7日到期，届时企业将延续经营权。
MMOPL是印度地铁行业第一次采用PPP模式。MMOPL属于《2002年都会铁路（运营及维护）法》所定义的指定都会铁路管理者，尽管该法规定管理者受《印度信息权法》约束，但当前实行的机制与之不同，现有机制允许公民向MMRDA提出有关地铁1号线的信息权申请，这一机制类似于私营的古尔冈快速地铁所采用的机制。
2017年4月，MMOPL宣布与Google合作，在Google地图提供列车时刻表和各站内部地图。
受2019冠状病毒病印度疫情影响，地铁1号线从2020年3月至10月19日间停运。同年8月，信实基建向MMRDA写信，表示因损失巨大，希望售出其拥有的MMOPL股份。

### 收费
1号线票价介于10-40卢比，约为同等距离下未接受资助的BEST巴士票价的1.5倍。1号线使用自动售检票系统（AFC），乘客可用代币、可充值智能卡或QR码支付乘车。智能卡可在线上充值。截至2015年6月，1号线约有55%的通勤乘客使用智能卡。
2014年6月19日，MMOPL在1号线引入5卢比的非高峰票价，在工作日早上5:30至8:00任意两站之间的车程均适用。若要以非高峰票价乘车，乘客需在非高峰时段购票，并在购票后30分钟内使用，对于使用智能卡的乘客，则以出闸时间是否位于非高峰时段内为准。
2017年1月起，乘客也可使用QR码乘车，或在手机上购票，该服务由Paytm提供，乘客在进出闸机时，使用手机生成的QR码过闸。2020年1月，MMOPL开始发行印制了QR码的纸质车票，以全面替代原有的RFID塑料代币，同月又发行不限次数乘车票，可作为附加票购买，附加在原有的卡票上。2022年11月，MMOPL开始允许乘客使用WhatsApp购票，乘客可向967000 8889回复“Hi”，获得购票链接，购票成功后会收到QR码，用于乘车。

### 班次
1号线每天运营18.5小时（早上5:30运营至午夜），高峰班次为3分钟一班，平峰班次（上午11:30至下午4:30）为5分钟一班。列车在各站停靠时间为30秒。1号线正点率达到99.99%。

### 客流量
1号线每列车为四节编组，每列运力为1500人。
1号线在开通后的786天共运送乘客2亿人次，第957天跨越2.5亿人次的里程碑，在印度所有地铁线路中最快达到这一里程碑。
截至2019年1月，日最高客流量记录为312215人次，最低为64522人次。2019年1月初，受BEST员工罢工影响，地铁和孟买单轨列车乘客剧增，1号线日客流量连续五天突破50万人次，平均每天增加5.5万人次，至1月11日逼近52万人次。2019年BEST将票价标准降至5公里以内5卢比后，地铁客流增势有所放缓。

### 速度
RDSO的首席工程师最初只允许1号线列车的最高速度为50km/h，铁路官员称：“这些轨道虽然基于欧洲标准建设，但我们遵从印度标准。两者在多项技术参数中有所不同，包括轨道甚至曲线的容许限制。”降速后，全程用时增加了大约7分钟。列车降速的另一原因是因为站间距只有800至1000米，列车难以提高速度。
2015年，都会铁路安全专员批准1号线提速至80km/h ，RDSO也在11月18日批准。
2016年3月24日开始，列车以65km/h运行65 km/h（40 mph），但由于站间距过小，对整体耗时影响不大。MMRDA计划在完成驾驶员训练后再进一步提速。

### 安保
2013年12月13日，MMOPL宣布各地铁站将有经过训练的嗅探狗巡逻，并有便衣保安在车站范围内外的人群中查找行踪可疑者，并根据行为对乘客的危害程度采取相应措施，高级安保人员将决定是否依据《中央铁路法》处罚乘客，或者是否需要移交警方。安保工作由MMOPL和马哈拉施特拉邦安保公司雇佣的保安负责。
1号线的其他安保措施还包括金属探测器、安保摄像头，逐一对乘客搜身，并用X光扫描仪检查乘客行李。各站设有火灾报警系统和消防安全设备，并设有防火金属门。乘客不可携带尺寸超过2×1.5英尺的行李乘车。
2014年6月23日，大部分位于地下的加尔各答地铁发生列车故障，无空调的列车在隧道内停车一个半小时，对于此事故，孟买地铁表示已设立应急疏散预案，MMOPL官员称，若乘客需要在地铁区间中间疏散，预案将需要2分钟，若需要将列车行驶至就近车站，将需要7-10分钟。